# Famille Szécsényi
Pour les articles homonymes, voir Szécsényi.
La famille Szécsényi est une famille noble hongroise fondée par Thomas Szécsényi au XIVe siècle.

## Histoire
Le fondateur de cette famille, Thomas, descend du clan Kacsics. Il était l’un des plus puissants barons du roi Charles Ier de Hongrie et reçut de nombreux titres durant son règne. Cette famille tire son nom de l’une des possessions foncières de la famille : le village de Szécsény. La ligne masculine de cette famille s’éteignit en 1460

## Membres notables
- Thomas Szécsényi (1282-1354), haut fonctionnaire, il fut notamment főispán, juge suprême du Royaume de Hongrie, Maître du trésor et voïvode de Transylvanie.
- Mihály Szécsényi (†1377?), prévôt de Pozsony, il fut évêque de Vác et de Eger. Fils du précédent.
- Kónya Szécsényi, ban de Croatie et de Dalmatie, maître des Intendants de la reine (asztalnokmester). Fils du précédent.
- Franck Szécsényi (†1408/9), juge suprême du royaume de Hongrie. Fils du précédent.
- Simon Szécsényi (†1412), frère du précédent, il exerça la même charge.
- Ladislas (III) Szécsényi, fils de Ladislas II et petit-fils de Franck Szécsényi.